# 力道山 (映画)
『力道山』（りきどうざん）は、日韓両国の共同製作、プロレスラーの力道山を題材とした映画。韓国では2004年12月に公開され、日本では2006年3月より全国上映された。
力道山の伝記映画はこれまで幾つか製作されているが、本作では朝鮮人としての側面にスポットを当てた。
多くの現役日本人プロレスラーが出演している。
世界市民主義的な観点から映画が展開され、力道山の成功と裏面の暴力的な姿など、肯定的、否定的な側面をすべて盛り込んで作品性自体は好評を受ける。
キャッチコピーは、「日本人がいちばん 力道山を知らない」。

## キャスト
- 力道山：ソル・ギョング - 日本語の台詞が多い映画であるにもかかわらず、本人が日本語を勉強して演技する情熱を見せた。
- 綾：中谷美紀
- 吉町譲：萩原聖人
- 沖浜子（岸惠子がモデル）：鈴木砂羽
- 葛西紘一（村田勝志がモデル）：山本太郎
- 井村昌彦（木村政彦がモデル）：船木誠勝
- 大木金太郎（キム・イル）：ノ・ジュノ
- 遠藤幸吉：秋山準
- 豊登：モハメド・ヨネ
- ハロルド坂田（グレート東郷の弟・トシ東郷）：武藤敬司
- 東浪（東富士がモデル）：橋本真也
- ベン・シャープ：マイク・バートン
- マイク・シャープ：ジム・スティール
- アトミック：リック・スタイナー
- アナウンサー：梶原しげる
- NTV社長：野村信次
- インタビュアー：荻島正己
- 二所ノ山親方：仙波和之
- 田村健一：岩本宗規
- ニューハバナクラブ司会者：マギー
- 中年女性：岡本麗
- 菅野武雅（新田新作がモデル）：藤竜也

## スタッフ
- 監督：ソン・ヘソン
- プロデュース：チャ・スンジェ、河井信哉
- 制作：サイダスFNH
- 日本配給：ソニー・ピクチャーズ
- 特別協力：百田光雄（リキ・エンタープライス）
- 上映時間：149分

## エピソード
- 力道山の未亡人である田中敬子が在籍する「力道山OB会」は一切関与せず、力道山の実子であるプロレスリング・ノア副社長、百田光雄の協力のもと完成した作品。そのため、橋誠、潮崎豪ら当時のノアに所属する若手選手が端役で出演する。中谷美紀演じる芸者・綾は、百田義浩・光雄兄弟の母親である京都の芸妓ではなく、力道山三人目の内縁の妻と言われている日本橋の芸者（百田兄弟の育ての親）がモチーフになっている。百田兄弟やジャイアント馬場、アントニオ猪木らは劇中では登場せず、百田光雄自身も出演していない。また、当時の日本プロレス界で主力だった吉村道明や力道山と交流のあった同郷の張本勲も登場しない。その反面大木金太郎は入門のシーンから随所に登場している。
- この映画が製作・韓国上映された直後に橋本真也が死去。遺作となった。
- 日本上映時には「史実を元に独自の解釈を加えて製作しており、事実と異なる場合がある」とのテロップがスタッフロールの最後に挿入された。
- プロレスのシーンは、地味なグラウンドの攻防が中心であった当時のプロレススタイルの再現ではなく、派手な大技の応酬という現在のプロレスファンにも違和感のないスタイルが採用されている。そのため、実際には力道山の時代に存在しなかった技も繰り出している。船木誠勝によると力道山対井村戦の撮影時、船木は自身へのダメージを考慮してか、さも当たっているかのように見せダメージを受け流しつつシーンの撮影に臨んだが、その行為を監督はNGとし、リアルな撮影を要求したため、結局本気で戦うことになったと話している。
- 二所ノ関部屋などのシーンは、広島県竹原市でロケが行われた[1]。